# Christian Grindheim
Christian Grindheim, né le 17 juillet 1983 à Haugesund (Norvège), est un footballeur international norvégien, qui évolue au poste de milieu de terrain.
Le 15 juin 2011, il signe un contrat de 3 ans avec le FC Copenhague en provenance du SC Heerenveen.

## Palmarès
Vålerenga
- Championnat de Norvège
  - Champion (1) : 2005

 SC Heerenveen
- Coupe des Pays-Bas
  - Vainqueur (1) : 2009

 FC Copenhague
- Championnat du Danemark
  - Champion (1) : 2013
- Coupe du Danemark
  - Vainqueur (1) : 2012